# Wilg
Wilg (Salix) is een geslacht van tweehuizige bomen en struiken uit de wilgenfamilie (Salicaceae). Wilgen zijn bladverliezende bomen met verspreide bladstand. De knop heeft één knopschub. De bloeiwijze van de wilg heeft de vorm van een katje en groeit uit de zijknoppen van een eenjarige twijg. De wilgenkatjes zitten of staan, dit in tegenstelling tot de hangende katjes bij populieren.
De pluizige zaden worden door de wind verspreid, maar zijn slechts korte tijd kiemkrachtig. De meeste soorten zijn te vermenigvuldigen door middel van stekken.
Wilgen zijn pioniersoorten met een grote lichtbehoefte. Wilgen komen in Nederland en België veel voor langs sloten en plassen. Wilgen houden namelijk over het algemeen van een vochtige bodem en groeien zeer snel.

## Ecologie
Wilgen zijn pioniersplanten, die bijvoorbeeld langs rivieren ontkiemen in ooibossen op de grens van land en water. Doordat de wortels de grond luchtig maken en door de humusvorming van blad en takafval, wordt de grond geschikt voor soorten die volgen, zoals de es of de eik. Sommige wilgensoorten (zoals Salix jejuna) fungeren als pioniersplant in kale, rotsachtige gebieden.
De watermerkziekte en torsiekrachten van de wind zorgen ervoor dat een wilg meestal niet ouder wordt dan veertig tot vijftig jaar.
Wilgen zijn voor insecten een belangrijke leverancier van stuifmeel. Met name diverse solitaire bijen zijn afhankelijk van bloeiende wilgen.

## Wilgensoorten en ondersoorten
Het geslacht omvat ongeveer driehonderd soorten, waarvan een twaalftal in Nederland en België voorkomt.
- Amandelwilg (Salix triandra)
- Bandwilg (Salix 'Sekka', synoniem: Salix sacchalinensis 'Sekka' - verwilderd)
- Berijpte wilg (Salix daphnoides - verwilderd)
- Bindwilg (Salix alba var. vitellina - variëteit Schietwilg)
- Bittere wilg (Salix purpurea)
- Boswilg (Salix caprea)
- Duitse dot (Salix dasyclados)
- Geoorde wilg (Salix aurita)
- Grauwe wilg (Salix cinerea)
- Katwilg (Salix viminalis)
- Kraakwilg (Salix fragilis)
- Kruipwilg (Salix repens)
- Laurierwilg (Salix pentandra)
- Rossige wilg (Salix cinerea subsp. oleifolia)
- Schietwilg (Salix alba)

Andere soorten die niet van nature in Nederland en België voorkomen, zijn:
- Treurwilg (Salix babylonica, synoniem: Salix pendula)
- Kronkelwilgen (Salix babylonica 'Tortuosa', synoniem: Salix matsudana 'Tortuosa', Salix babylonica var. pekinensis, synoniem: Salix matsudana, daarnaast: Salix sepulcralis 'Erythroflexuosa', synoniem: Salix erythroflexuosa)
- Salix chaenomeloides
- Smalbladige wilg (Salix exigua)
- Salix gilgeana
- Salix elaeagnus 'Angustifolia', synoniem:Salix rosmarinifolia Hort.
- Salix 'Golden Curls'
- Salix sacchalenis
- Salix schwerinii
- Gele treurwilg, ook wel treurwilg genoemd, (Salix sepulcralis 'Chrysocoma', synoniemen: Salix alba 'Vitellina Pendula', Salix alba 'Tristis', Salix sepulcralis 'Tristis', Salix chrysocoma)
- Salix integra 'Hakuro Nishiki'

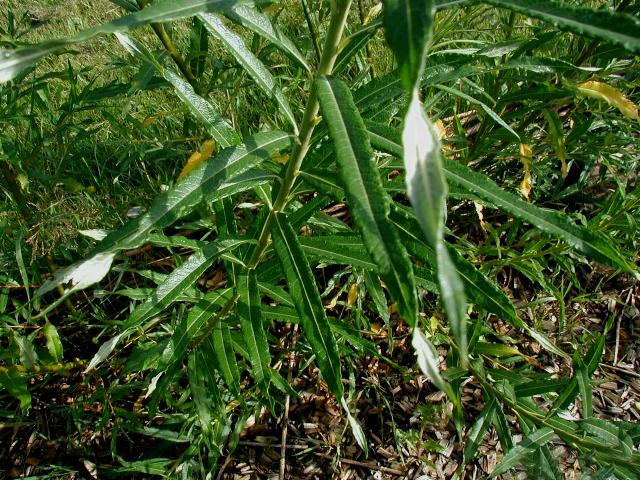
Katwilg of teenwilg
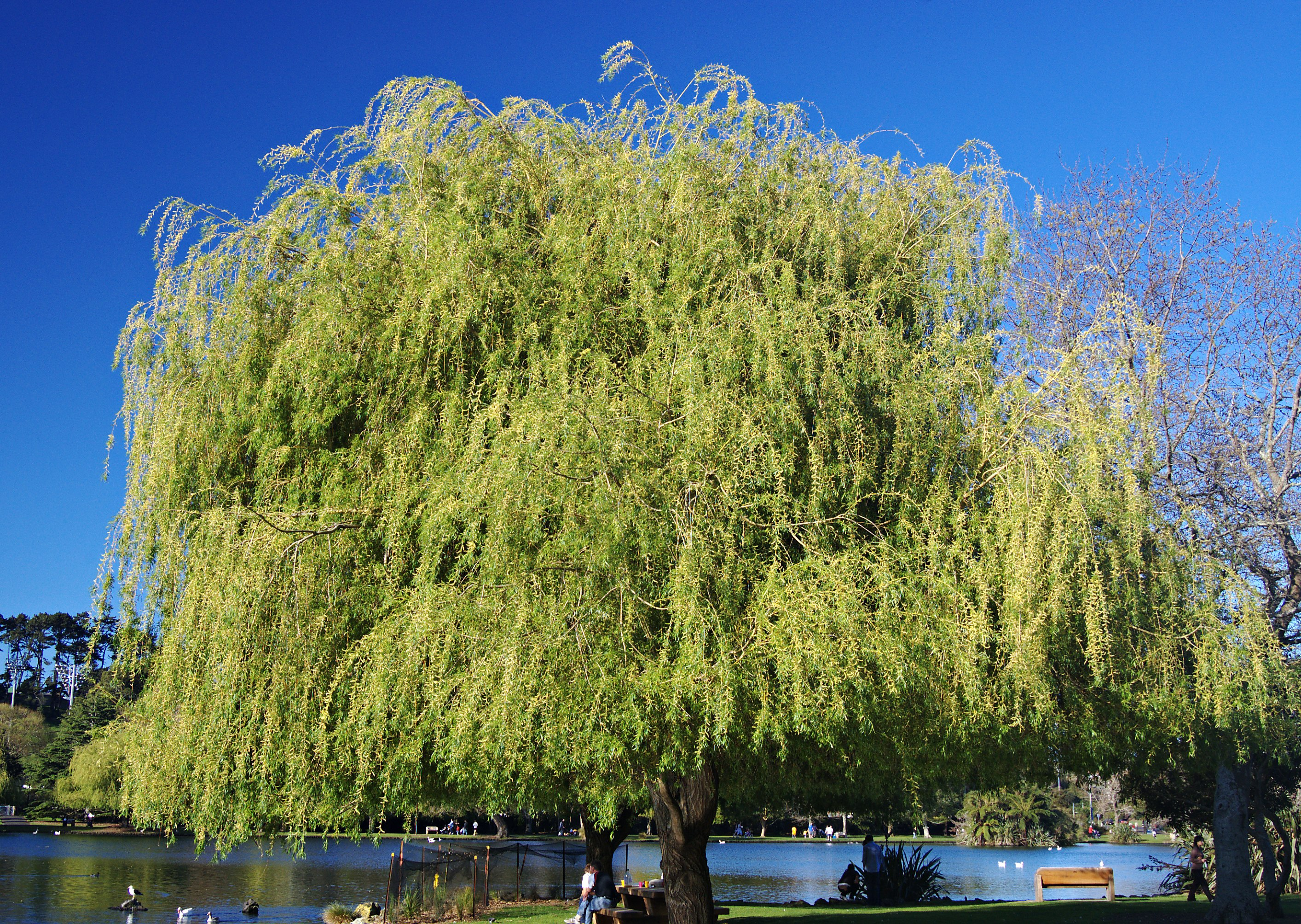
Treurwilg
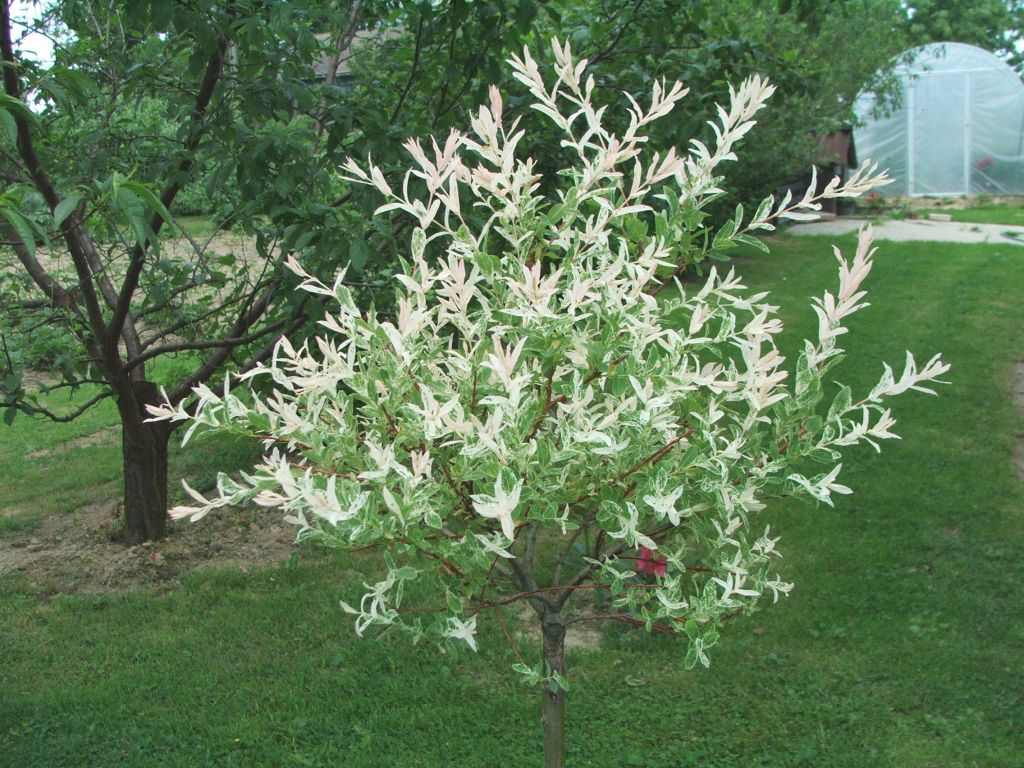
Salix integra 'Hakuro Nishiki'

#### Historische soorten
De flora van Heimans, Heinsius en Thijsse (21ste druk) noemt de volgende soorten, die moeilijk van elkaar te onderscheiden zijn:
- Amandelwilg Salix amygdalina
- Berijpte wilg Salix daphnoïdes
- Bittere wilg Salix purpurea
- Geoorde wilg Salix aurita
- Grauwe wilg Salix cinerea
- Grijze wilg Salix incana
- Katwilg Salix viminalis
- Kraakwilg Salix fragilis
- Kruipwilg Salix repens
- Laurierwilg Salix pentandra
- Schietwilg Salix alba
- Waterwilg Salix caprea

### Schietwilg

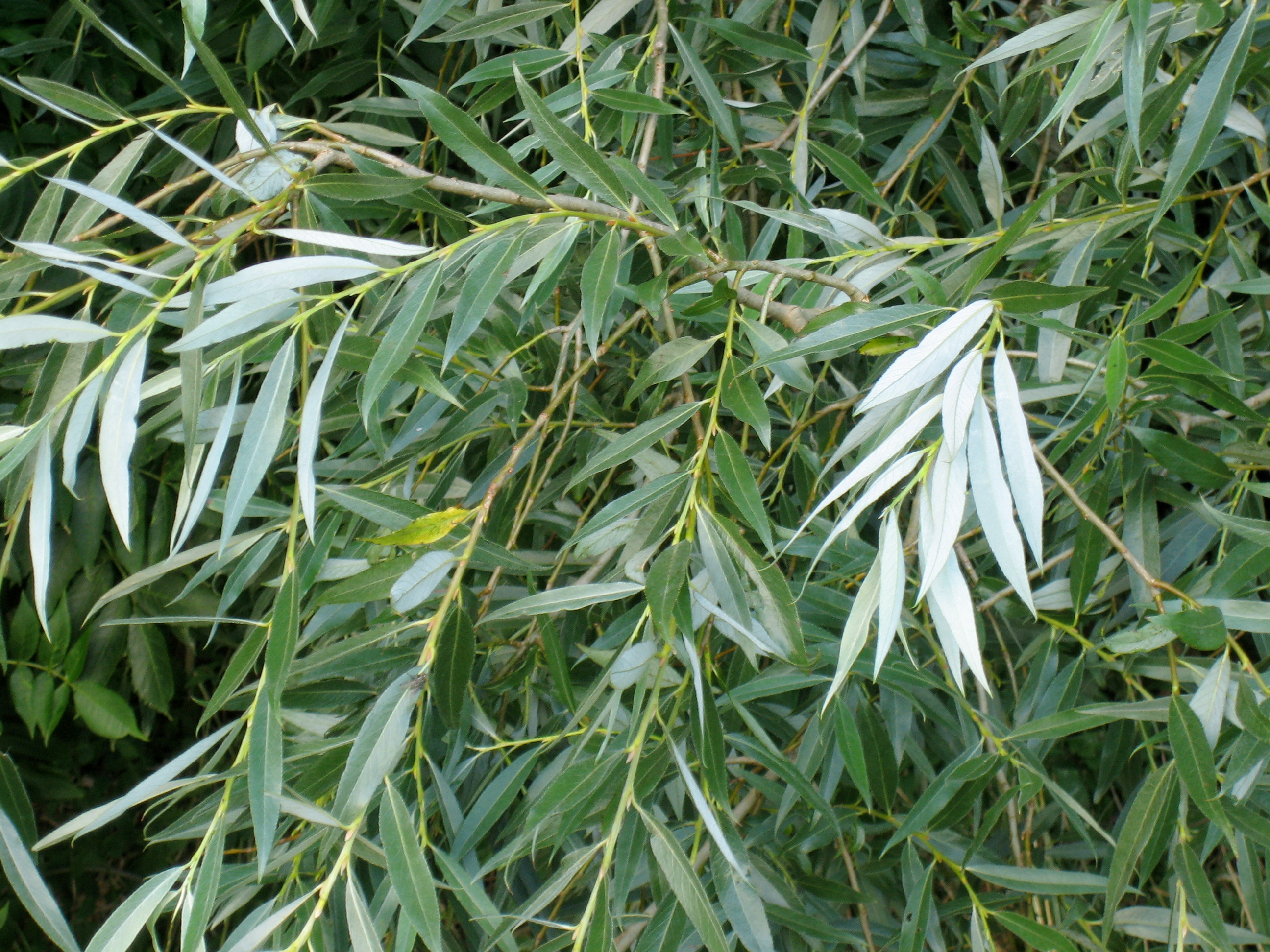
Bladeren van schietwilg

De meeste wilgensoorten maken een stam. Salix alba wordt schietwilg genoemd en kan tot 25 m hoog worden. Schietwilgen kunnen worden geknot. In een vlak en open landschap is dit soms noodzakelijk om te voorkomen dat de bomen door een najaarsstorm worden geveld.

### Knotwilg
De wilg kan op ongeveer 2 m hoogte afgezaagd worden en heet dan knotwilg. Aan de stam groeien vervolgens waterloten, die wilgentenen worden genoemd. Ze worden tegenwoordig vooral gebruikt om manden en tuinschermen te maken. Vroeger werden wanden van hutten gemaakt van vlechtwerk van wilgentenen, afgedicht met klei, en funderingen van dijken werden gelegd op matten van gevlochten wilgentenen. Deze zinkstukken blijven op hun plaats door ze af te zinken met basaltstenen. Ze beschermen de bodem tegen erosie.
Knotwilgen bepalen in belangrijke mate het typisch Hollandse en Vlaamse landschap. Het is belangrijk dat eenmaal geknotte wilgen regelmatig opnieuw geknot worden, omdat de anders te dik wordende loten na een aantal jaren de boom uit elkaar scheuren. Nu de vraag naar wilgentenen afneemt, wordt dit werk vaak door vrijwilligers gedaan. Knotwilgen bieden door hun dichte kruin en hun vaak holle stam veel nest- en schuilgelegenheid voor vogels, marters, vleermuizen en insecten. Zij verrijken daarom vaak de fauna van een gebied.
Sommige wilgen zijn goed tot 'knotstruiken' te kweken. Zo is het ras Salix alba 'Chermesina' met oker/oranjekleurige takken in de winter niet alleen fraai als knotwilg, maar in kleinere tuinen goed te kweken als 'knotstruik' door deze elk of om het voorjaar tot bijna bij de grond af te snoeien. Fraaie wintercombinaties zijn dan ook mogelijk met bijvoorbeeld witte kornoelje.

### Struikwilg
Soorten als de grauwe wilg en de amandelwilg vormen in de regel meer dan 3 m hoge struiken. De geoorde wilg wordt meestal niet hoger dan 3 m en komt langs waterkanten voor.

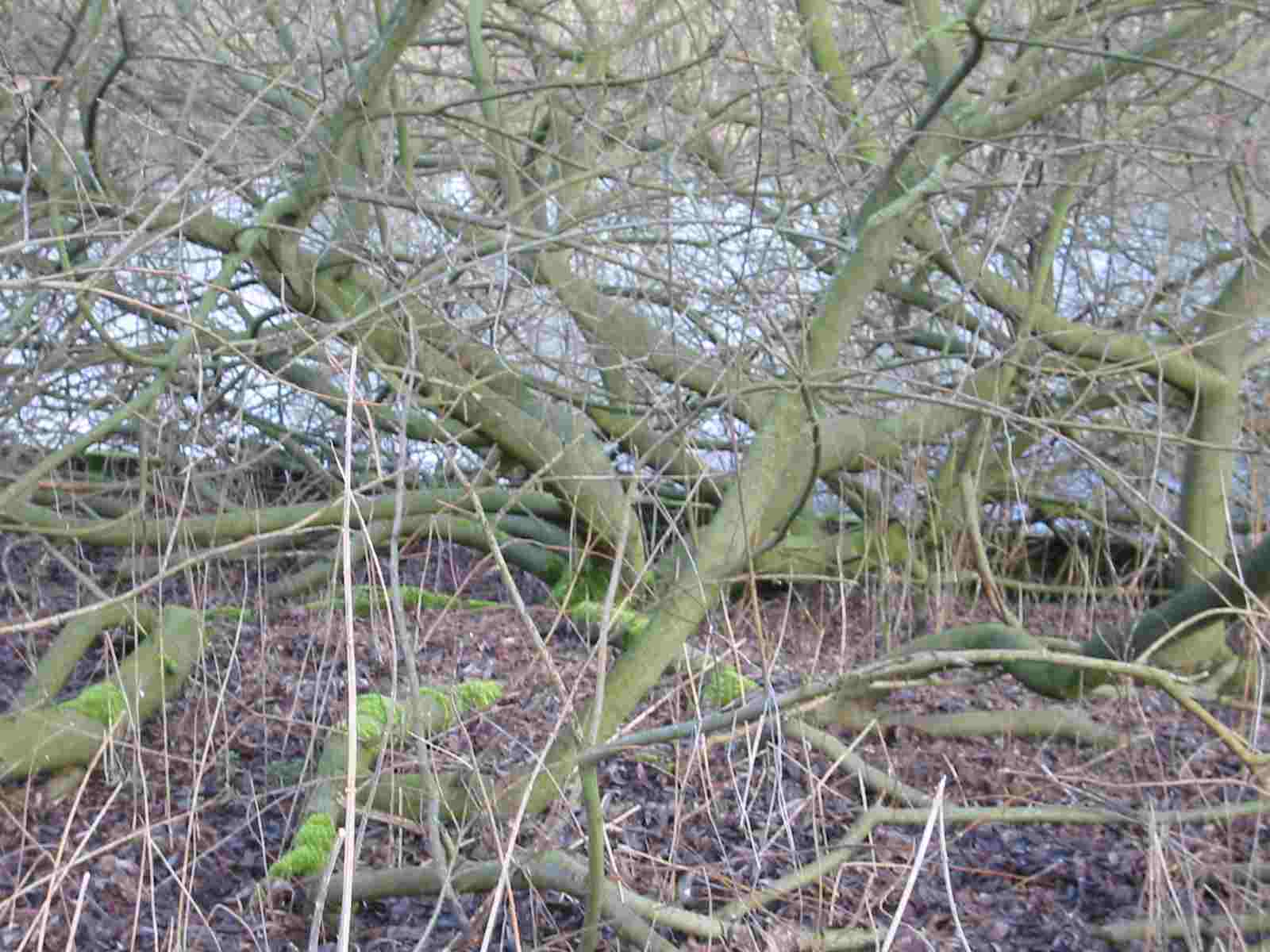
Amandelwilg winter
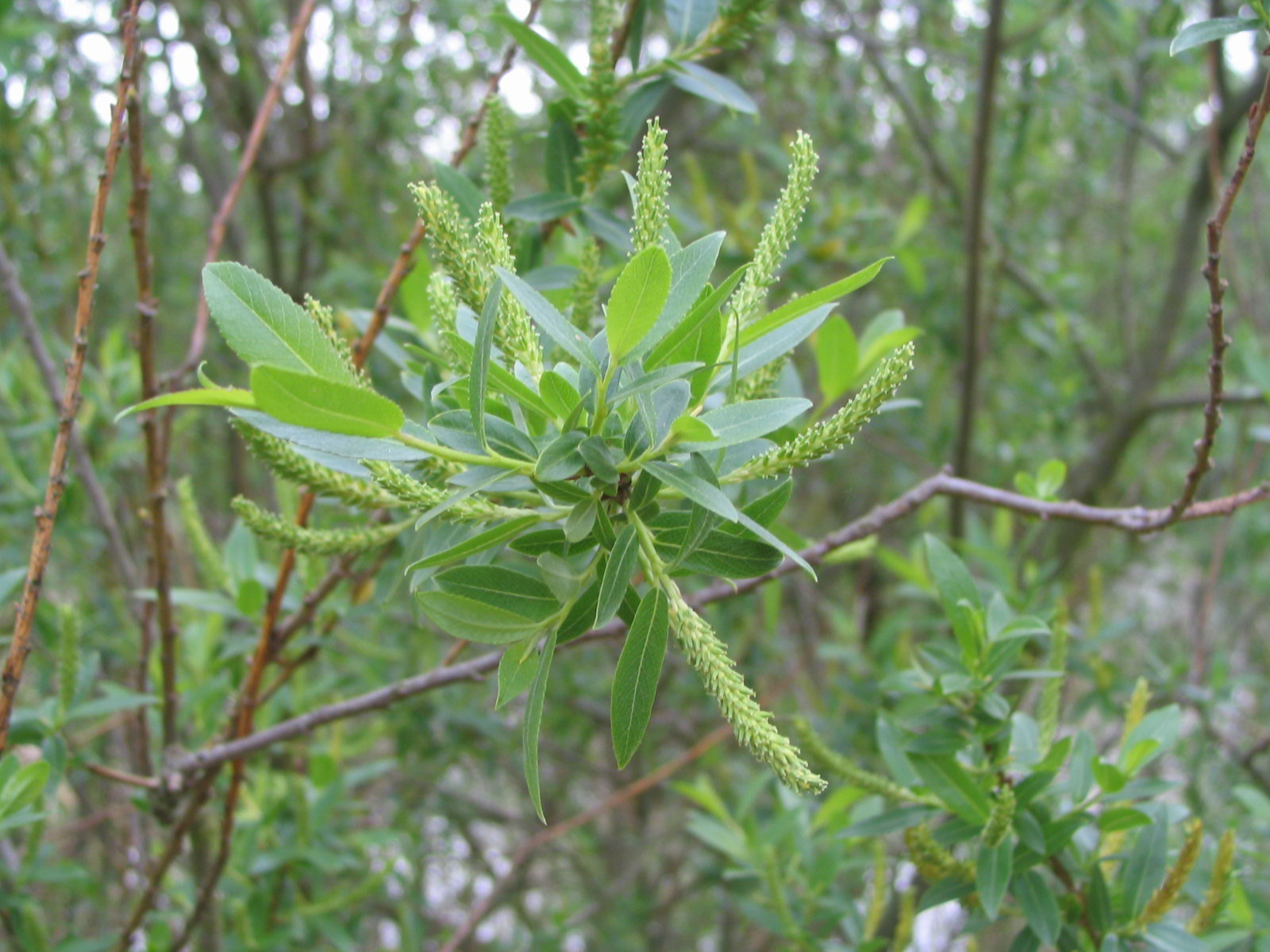
Amandelwilg voorjaar

### Kruipwilg
De kruipwilg (Salix repens) blijft laag en was vroeger nuttig als vastlegger van stuifzand en komt voor in de duinen, op zandgrond en in moerassen. De kruipwilg komt algemeen voor in Nederland. De plant houdt van een niet te droge bodem; vanuit een vochtige kiemplaats kan zij zich sterk uitbreiden, ook naar drogere terreinen. Het zachte zaadpluis van de kruipwilg wordt door zangvogels gebruikt om hun nest mee te vullen. Kruipwilgstruwelen van de waddeneilanden zijn vermaard om hun rijke paddenstoelenflora, met veel bijzondere soorten.

### Krulwilg en kronkelwilg

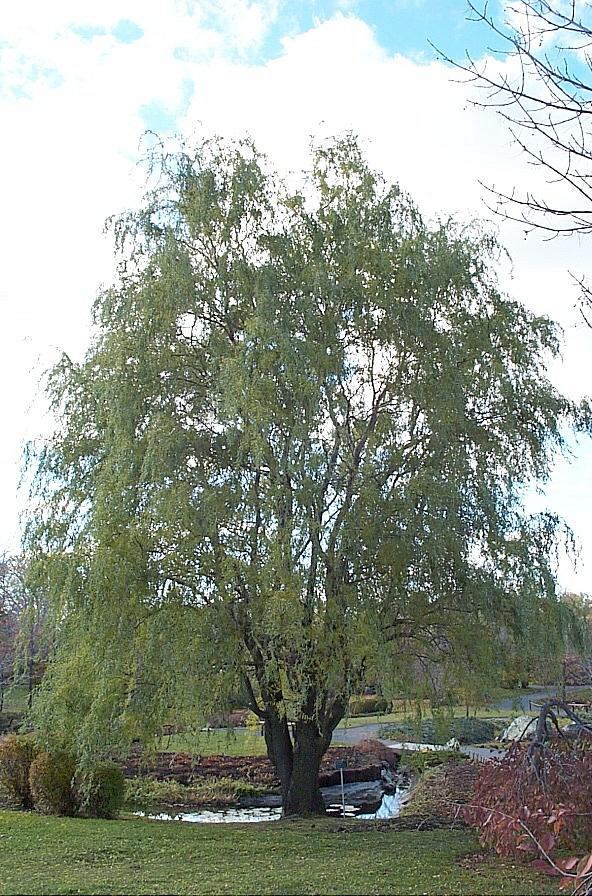
Krulwilg (Salix babylonica var. pekinensis)

De namen krulwilg en kronkelwilg worden vaak door elkaar gebruikt, waardoor het van belang is de bijbehorende botanische naam te vermelden. De botanische namen zijn ontleend aan de Naamlijst van houtige gewassen  die voor de boomkwekerijgewassen in Nederland als leidend wordt beschouwd.

#### Krulwilg
Er zijn verschillende krulwilgen.
- Salix babylonica var. pekinensis (synoniem: Salix matsudana) - ook bekend als Chinese wilg - werd genoemd naar de Japanse botanicus Sadahisa Matsudo en is een boom die tot 10 m hoog wordt. Deze variëteit staat erom bekend zich zeer gemakkelijk te laten stekken. Het volstaat een tak van 1–3 cm in diameter tussen november en april - wanneer het blad van de boom is - in voldoende water te steken om wortelgroei te verkrijgen. Ook later heeft de boom, die zeer groot en breed uitgroeit, veel water nodig. De takken zijn populair voor het versieren van bloemstukken.
- Salix sepulcralis 'Erythroflexuosa' (synoniem: Salix erythroflexuosa) heeft gekrulde, oranjegele takken en wordt tot 4 m hoog.

#### Kronkelwilg

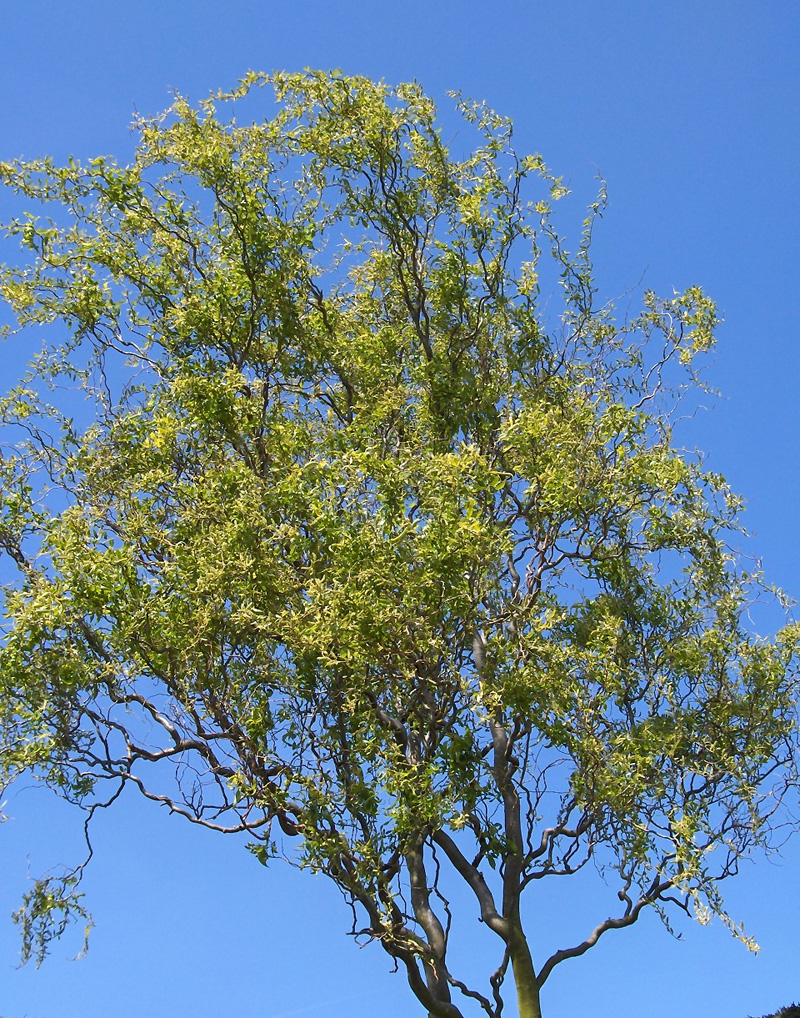
Kronkelwilg, Salix babylonica 'Tortuosa'

Salix babylonica 'Tortuosa' (synoniem: Salix matsudana 'Tortuosa'). De boom wordt tot 12 m hoog. De takken en twijgen zijn bochtig gedraaid. Het groene blad is gekruld. De takken zijn populair voor het versieren van bloemstukken.

### Treurwilg
Er zijn verschillende treurwilgen. De botanische namen zijn ontleend uit de Naamlijst van houtige gewassen die voor de boomkwekerijgewassen in Nederland als leidend wordt beschouwd.
- De gele treurwilg, ook wel treurwilg genoemd, (Salix sepulcralis 'Chrysocoma', synoniemen: Salix alba 'Vitellina Pendula', Salix alba 'Tristis', Salix sepulcralis 'Tristis', Salix chrysocoma) is een boom die tot 22 m hoog kan worden. De kroon is breed en koepelvormig. De gebogen takken dragen slanke, lange, gele twijgen die recht omlaag hangen.
- De treurwilg (Salix babylonica, synoniem: Salix pendula) bereikt meestal een hoogte van 10 tot 15 meter. De glanzend bruine takken zijn hangend.
- De treurwaterwilg (Salix caprea).
  - De mannelijk bloeiende: Salix caprea 'Kilmarnock'
  - De vrouwelijk bloeiende: Salix caprea 'Weeping Sally'

## Gebruik van wilgen

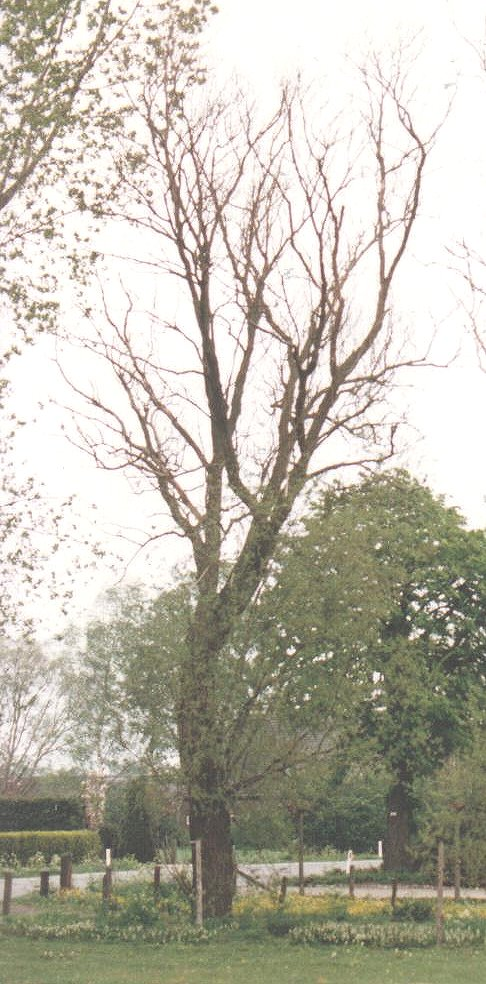
Watermerkziekte bij schietwilg

De dunne opschietende takken van wilgen, de zogeheten wilgentenen zijn zeer flexibel. Deze worden onder meer gebruikt voor het vlechten van manden en voor schuttingen en wilgenmatten. Het jaarlijks knotten van de wilgen levert veel wilgentenen op. Wilgen worden met dit doel ook gekweekt op griendlanden. 
De schors van enkele soorten, zoals amandelwilg en schietwilg, bevatten salicine, dat lang geleden gebruikt werd als pijnstiller. Er werd daarvoor op de wilgenbast gekauwd, of er werd een drank van getrokken. Salicylzuur werd vroeger uit wilgenbast bereid maar kan tegenwoordig synthetisch worden verkregen door middel van de Kolbe-Schmitt-reactie. Zo ontstaat de pijnstiller die ook wel bekend is als aspirine.
Salicine wordt ook gebruikt als looistof, voor het looien van leer. Wilgenhout wordt net als het hout van populieren gebruikt voor het maken van klompen en papier. Om een windmolen af te remmen wordt een 'vang' bestaande uit blokken wilgenhout gebruikt. Voor de teelt van wilg als biobrandstof is sinds kort zaad van enkele snelgroeiende rassen beschikbaar.
De houtskool van de wilg wordt gebruikt in buskruit; het heeft een veel hogere verbrandingssnelheid dan bijvoorbeeld barbecue-houtskool.

## Ziekten en plagen
De belangrijkste ziekte is de watermerkziekte (Brenneria salicis) die de vaten verstopt, waardoor delen van de boom of gehele bomen afsterven. Op de grens van levend en dood hout ontstaan bossige vormen van waterlot. De wilgenhoutrups leeft in en van wilgenhout. Door het vreten van een uitgebreid gangenstelsel worden de takken en stam van de wilg ernstig verzwakt. Bij de teelt van tenen kunnen insecten heel wat schade aanrichten.

## Wilg in de taal
De wilg komt voor in het spreekwoord: De lier aan de wilgen hangen. (Uit de Bijbel, Psalm 137).

## Bijgeloof
Volgens het bijgeloof zou de wilg een sterke magische lading hebben. Bij de Germanen was de boom een symbool van de dood. Heksen zouden in de kruinen van de wilgen rusten. Vroeger maakte men daarom fluitjes uit wilgenhout om heksen en duivels te verjagen.
Een gebruik bij voodoo-praktijken is een knoop leggen in een wilgentak. Daarmee zou men van op afstand iemand anders in het nauw kunnen drijven.